# Macrolaelia
Macrolaelia este un gen de molii din familia Lymantriinae.